# Plectrotarsus gravenhorsti
Plectrotarsus gravenhorsti är en nattsländeart som beskrevs av Friedrich Anton Kolenati 1848. Plectrotarsus gravenhorsti ingår i släktet Plectrotarsus och familjen Plectrotarsidae. Inga underarter finns listade i Catalogue of Life.